# Зибель, Людвиг фон
Людвиг Зибель (нем. Ludwig von Sybel; 1 июля 1846 — 5 апреля 1929) — немецкий археолог, сын Генриха Зибеля.
Профессор в Марбурге. Напечатал «Zur Mythologie der Ilias» (Марбург 1877); «Katalog der Sculpturen zu Athen» (1881); «Kritik des ägyptischen Ornaments» (1883); «Weltgeschichte der Kunst bis zur Erbauung der Sophienkirche» (1888) и др.